# Opelousas
Opelousas is een plaats (city) in de Amerikaanse staat Louisiana, en valt bestuurlijk gezien onder St. Landry Parish.
Het is de derde oudste city in de staat. In 1805 werd Opelousas de bestuurlijke hoofdplaats van St. Landry Parish en in 1806 werd het gerechtsgebouw opgetrokken. Het gebied rond dit gebouw is beschermd als National Historic District. Opelousas is een centrum van cajun- en creoolse cultuur.

## Demografie
Bij de volkstelling in 2000 werd het aantal inwoners vastgesteld op 22.860.
In 2006 is het aantal inwoners door het United States Census Bureau geschat op 23.222, een stijging van 362 (1,6%).

## Geografie
Volgens het United States Census Bureau beslaat de plaats een oppervlakte van
18,3 km², geheel bestaande uit land. Opelousas ligt op ongeveer 14 m boven zeeniveau.

## Plaatsen in de nabije omgeving
De onderstaande figuur toont nabijgelegen plaatsen in een straal van 16 km rond Opelousas.

## Geboren
- Clifton Chenier (1925-1987), muzikant
- Rod Milburn (18 maart 1950), hordeloper